# Onda

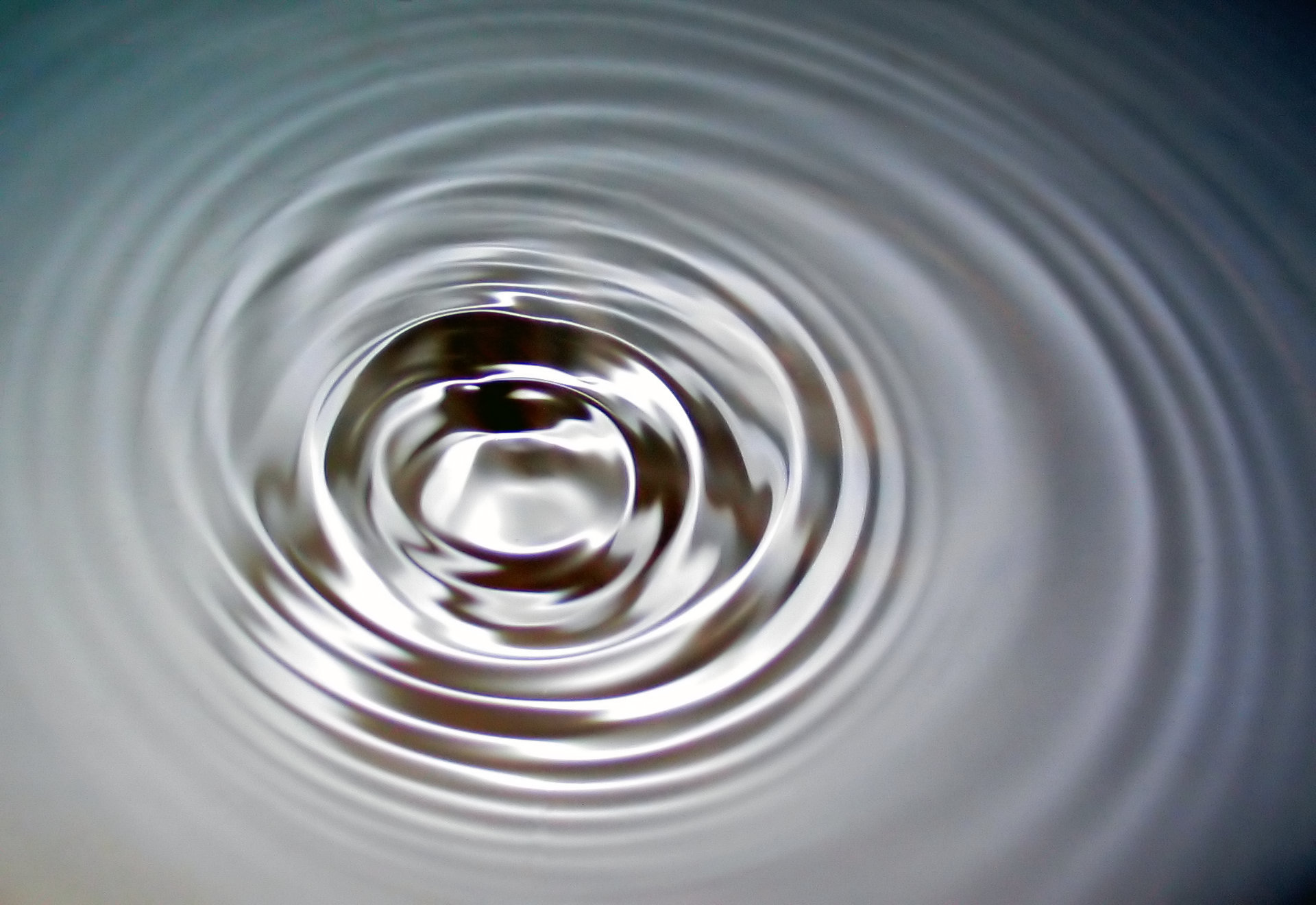
Onda superficiale nell'acqua (esempio di onda capillare)

Con onda, in fisica, si indica una perturbazione che nasce da una sorgente e si propaga nel tempo e nello spazio trasportando energia e quantità di moto, senza comportare un associato spostamento della materia. Dal punto di vista matematico un'onda è una soluzione dell'equazione delle onde, o di sue più complicate varianti, la cui espressione varia a seconda del tipo di perturbazione.
Un'onda può propagarsi sia attraverso un mezzo materiale, sia nel vuoto; ad esempio l'onda elettromagnetica e l'onda gravitazionale possono propagarsi anche in assenza di materia, mentre altri fenomeni ondulatori esistono unicamente in un mezzo fisico, che deformandosi produce le forze di ritorno (ad esempio elastiche, legate alla gravità, pressione o tensione superficiale) che ne permettono la propagazione (onda marina, onda sonora, onda sismica ecc...). Quando incontrano un ostacolo le onde possono generare vari effetti, come la riflessione, la rifrazione, la diffusione, la diffrazione, l'interferenza. Onde di tipo non lineare possono dare luogo a fenomeni più peculiari, come i solitoni o la turbolenza d'onda, che costituiscono un campo di ricerca in espansione in diverse branche della fisica.
In fisica classica i fenomeni ondulatori sono contrapposti ai fenomeni corpuscolari: l'onda appare come un fenomeno fisico "delocalizzato" rispetto alle traiettorie seguite dalle particelle. A partire dalla meccanica quantistica, si assiste all'unificazione delle due classi di fenomeni, con l'introduzione del dualismo onda particella e del principio di complementarità. Questo dualismo implica che a livello microscopico le particelle possiedono anche proprietà ondulatorie e che certi tipi di onde possono essere trattati come particelle (si parla in questo caso di quasiparticelle). Esempi di quasiparticelle sono i fononi (onde sonore quantizzate), i magnoni (quantizzazione di un'onda di spin) o i plasmoni (quantizzazione delle oscillazioni in un plasma).

## Definizione
Non è semplice dare una definizione autonoma e precisa del termine onda, sebbene questo termine sia comunemente molto usato in contesti molto differenti fra loro. La definizione delle caratteristiche necessarie e sufficienti che identificano il fenomeno ondulatorio è flessibile. Intuitivamente il concetto di onda è qualificato come il trasporto di una perturbazione nello spazio senza comportare un trasporto netto della materia del mezzo, qualora presente, che occupa lo spazio stesso. I fisici Albert Einstein e Leopold Infeld hanno cercato di rispondere alla domanda "Cos'è un'onda?" unendo questo fatto all'esperienza comune:
(Albert Einstein e Leopold Infeld, What is a wave? in The Evolution of Physics)
Una vibrazione può essere definita come il moto avanti e indietro intorno a un punto definito x, tuttavia una vibrazione non è necessariamente un'onda. Infatti in un'onda sulla superficie dell'acqua, oppure lungo una stringa, l'energia vibrazionale si muove dalla sorgente sotto forma di perturbazione senza un moto collettivo delle particelle dell'acqua o della corda in cui si propaga. Questa rappresentazione diventa però problematica quando si ha a che fare con le onde stazionarie (per esempio le onde sulle corde di una chitarra), dove l'energia in tutte le direzioni è identica e non viene trasportata lungo lo spazio, perciò talvolta nella definizione di onda si cita solamente la propagazione di un disturbo senza richiedere il trasporto di energia o quantità di moto. Per le onde elettromagnetiche (ad esempio la luce) bisogna considerare ulteriormente che il concetto di mezzo non può essere applicato, in quanto queste si propagano anche nello spazio vuoto.
Per queste ragioni la teoria delle onde rappresenta una particolare branca della fisica teorica riguardante lo studio delle onde indipendentemente dalla loro origine fisica. Questa peculiarità deriva dal fatto che la teoria matematica delle onde si può applicare per descrivere fenomeni ondulatori in contesti anche molto differenti. Per esempio l'acustica si distingue dall'ottica per il fatto che la prima si occupa del trasporto vibrazionale di energia meccanica, mentre la seconda di perturbazioni del campo elettrico e magnetico. Concetti come massa, inerzia, quantità di moto, elasticità diventano quindi cruciali per descrivere i processi ondulatori acustici, al contrario dell'ottica. La struttura particolare del mezzo introduce inoltre alcuni fattori di cui bisogna tenere conto, come ad esempio i fenomeni vorticosi per l'aria e l'acqua o la complessa struttura cristallina nel caso di alcuni solidi.
Altre proprietà tuttavia possono essere usate per descrivere indifferentemente tutti i tipi di onde. Per esempio, basandosi sull'origine meccanica delle onde acustiche, ci può essere un movimento nello spazio e nel tempo di una perturbazione se e solo se il mezzo non è né infinitamente flessibile né infinitamente rigido. Se tutte le parti che compongono il mezzo si dispongono in modo rigido l'una rispetto all'altra, non sarà possibile alcun movimento infinitesimo e quindi non ci sarà alcuna onda (ad esempio l'idealizzazione del corpo rigido). Al contrario, se tutte le parti sono indipendenti l'una dall'altra senza alcun tipo di interazione reciproca, non vi sarà alcuna onda in quanto non ci sarà trasmissione di energia fra le varie parti componenti del corpo. Nonostante queste considerazioni non si possano applicare alle onde che non si propagano in alcun senso, si possono comunque trovare caratteristiche comuni a tutte le onde: ad esempio, in un'onda la fase è differente per punti adiacenti nello spazio, perché la vibrazione raggiunge questi punti in tempi differenti.
Similmente, alcuni fenomeni che si sono scoperti in determinati contesti, sono poi stati generalizzati ad altri fenomeni ondulatori. L'interferenza è stata studiata da Young nel caso particolare delle onde luminose, tuttavia è stata recentemente analizzata in alcuni problemi riguardanti le proprietà atomiche quantistiche dell'elettrone.

## Studio

A = Onde di acqua profonda.
B = Onde marine superficiali. Il movimento ellittico/circolare della superficie del mare caratterizza un'onda mista.
1 = Direzione di propagazione dell'onda
2 = Cresta
3 = Ventre

Un'onda può essere caratterizzata da una singola oscillazione oppure da un treno o successione di onde aventi caratteristiche simili, come ad esempio la periodicità intrinseca. In generale le onde sono caratterizzate da una cresta (punto alto), da un ventre (punto più basso) e da fronti d'onda di propagazione nel caso di treni di onde e sono in prima istanza classificabili come longitudinali o trasversali. Nelle onde trasversali la vibrazione è perpendicolare alla direzione di propagazione (ad esempio le onde su una corda, le parti infinitesime si muovono in alto e in basso in verticale, mentre l'onda si propaga orizzontalmente).
Le onde longitudinali sono invece caratterizzate da una vibrazione concorde con la direzione di propagazione dell'onda (ad esempio le onde sonore, le particelle dell'aria si muovono infinitesimamente nella stessa direzione di propagazione del suono). Esistono onde che sono sia longitudinali che trasversali e sono dette onde miste (ad esempio le onde sulla superficie del mare). Parametri di riferimento di un'onda sono l'ampiezza, la lunghezza d'onda, il periodo, la frequenza, la fase, la velocità di propagazione, l'energia e la potenza ad essa associata. Per quanto riguarda la velocità di un'onda sono definibili la velocità di fase e la velocità di gruppo.

### Tipi di onde

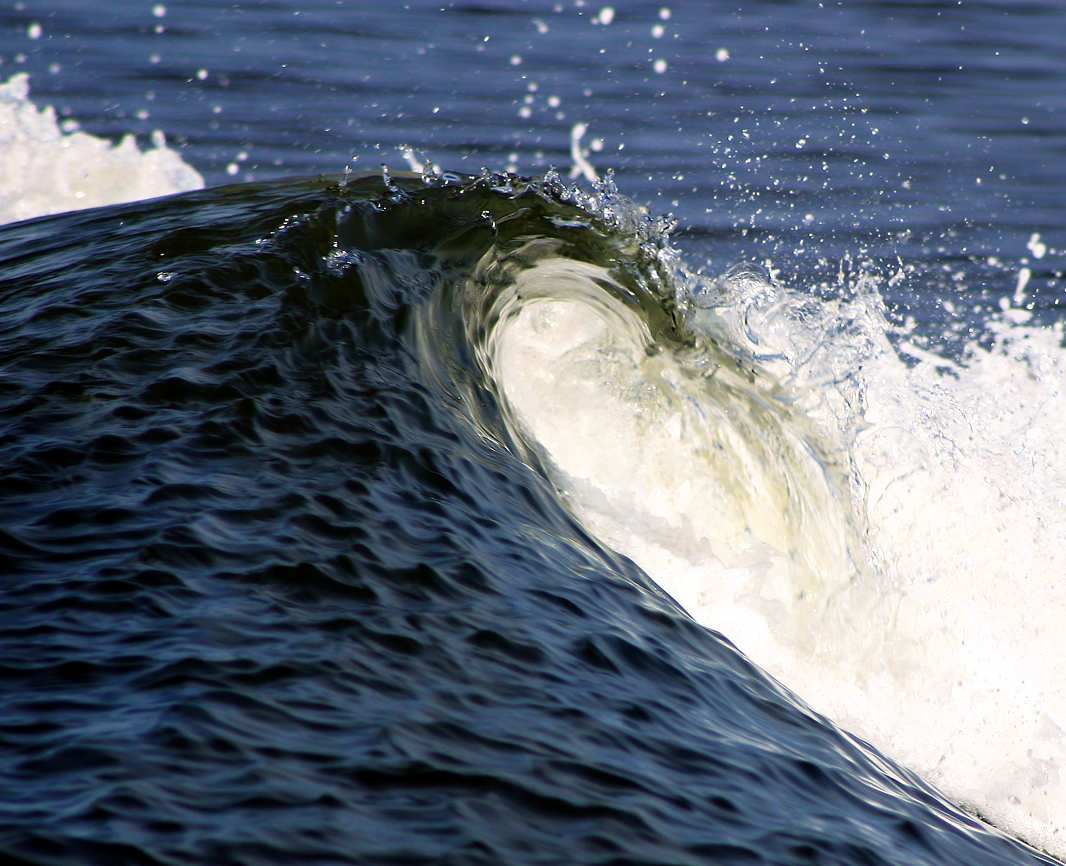
Onda marina

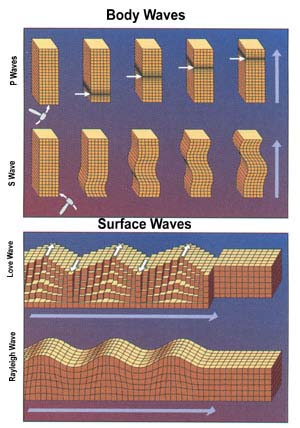
Onde sismiche

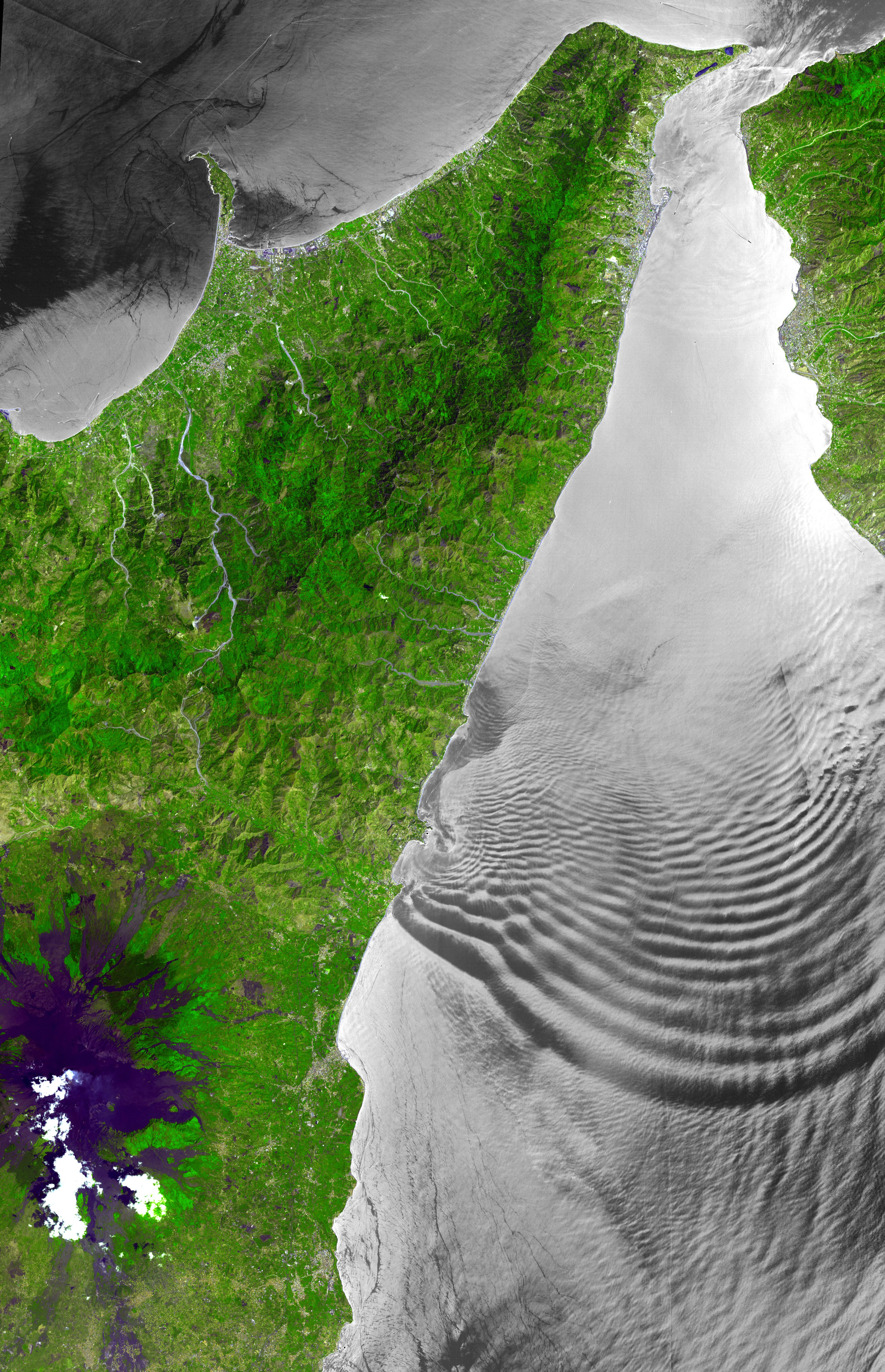
Onde di gravità atmosferiche a sud dello stretto di Messina

Onda elettromagnetica

Onde gravitazionali generate da un sistema binario.

A seconda delle caratteristiche, le onde si possono classificare in molti modi:
Riguardo al tipo di mezzo:
- Onde meccaniche: si propagano esclusivamente in mezzi materiali diversi dal vuoto, in quanto sfruttano le proprietà di deformazione del mezzo per la loro propagazione, in quanto tali deformazioni innescano forze di richiamo che possono essere di tipo elastico (onde elastiche, tipiche dei solidi), gravitazionale (onde marine), o di altro tipo (legate ad esempio alla tensione superficiale o a variazioni di pressione).
- Onde non meccaniche: possono propagarsi in mezzi non materiali, cioè nel vuoto (onde elettromagnetiche e onde gravitazionali).[7]

Riguardo alle dimensioni del mezzo in cui si propagano:
- Onde unidimensionali o lineari (es. oscillazione di una corda)
- Onde bidimensionali (es. onde circolari su una superficie d'acqua)
- Onde tridimensionali (es. onde sonore)

Riguardo alla direzione del moto di oscillazione rispetto a quella di propagazione:
- Onde longitudinali, in cui il movimento oscillatorio avviene nella direzione parallela rispetto a quella del moto complessivo dell'onda (ad esempio onde di pressione)
- Onde trasversali, in cui il movimento oscillatorio avviene nella direzione perpendicolare rispetto a quella del moto complessivo dell'onda (es. onda elettromagnetica)
- Onde miste, dove il moto di vibrazione avviene in tutte le direzioni (es. onde marine)

Riguardo alla propagazione:
- onde piane (es. onda su superficie d'acqua)
- onde sferiche (es. onda di pressione)
- onde cilindriche

A seconda del mezzo in cui si propagano e della caratteristica fisica che usiamo per rappresentarle:
- onde elastiche o di spostamento, in cui poniamo l'attenzione sullo spostamento vettoriale.
- "onda di densità", se studiamo la densità volumica e per questo ne è associata un'"onda di pressione".
- radiazione elettromagnetica, che riguarda un insieme di onde come luce, onde radio, raggi ultravioletti, raggi X appartenenti allo spettro elettromagnetico e nel cui caso la propagazione non ha bisogno di un mezzo, cioè le onde associate possono propagarsi nel vuoto.

Alcune onde caratteristiche sono:
- suono - un'onda meccanica che si propaga attraverso gas (in genere aria), liquidi o solidi, la cui frequenza può essere percepita dall'apparato uditivo. Dello stesso tipo sono le onde sismiche create dai terremoti che possono essere di tipo S, P o L.
- onde oceaniche di superficie - perturbazioni che si propagano nell'acqua (vedi anche onda marina, onda anomala, tsunami). Sono un caso particolare di onde di gravità (da non confondersi con le onde gravitazionali), ossia onde che si propagano all'interfaccia tra due fluidi con densità diversa, in cui la forza di richiamo è appunto la forza di gravità. Un altro esempio di onde di gravità sono le onde interne.
- onde capillari - ossia onde che si propagano sulla superficie di un fluido, in cui la forza di richiamo è data dalla tensione superficiale. Si distinguono dalla onde di gravità di superficie a causa della loro lunghezza d'onda tipicamente molto minore (almeno nell'acqua).
- onde gravitazionali - fluttuazioni del campo gravitazionale. La loro esistenza è stata prevista dalla relatività generale. Queste onde sono non lineari.
- onde elettromagnetiche - fluttuazioni del campo elettromagnetico. La loro esistenza è stata prevista da Maxwell. Esempi sono la luce e le onde radio.

### Mezzi di propagazione
Il mezzo in cui le onde viaggiano può essere classificato a seconda delle seguenti proprietà:
- Mezzo limitato se ha un'estensione finita (altrimenti viene chiamato illimitato)
- Mezzo omogeneo se le proprietà fisiche del mezzo in un suo punto qualsiasi non cambiano a seguito di una traslazione (spostamento rettilineo) da quel punto
- Mezzo isotropo se le proprietà fisiche del mezzo in un suo punto qualsiasi non cambiano a seguito di una rotazione da quel punto. Affermare che un mezzo è isotropo equivale a dire che "è lo stesso" in tutte le direzioni (altrimenti viene chiamato anisotropo)

Durante la propagazione nel mezzo l'onda è soggetta ad attenuazione da parte del mezzo fino all'esaurimento dell'energia trasportata.

### Effetti

Riflessione

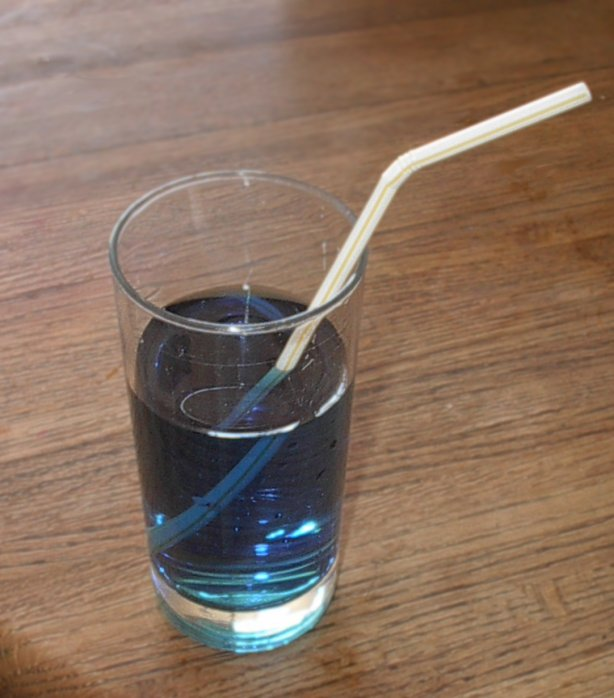
Rifrazione

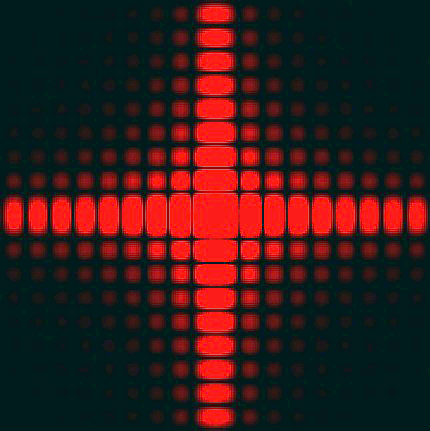
Diffrazione

Dispersione ottica

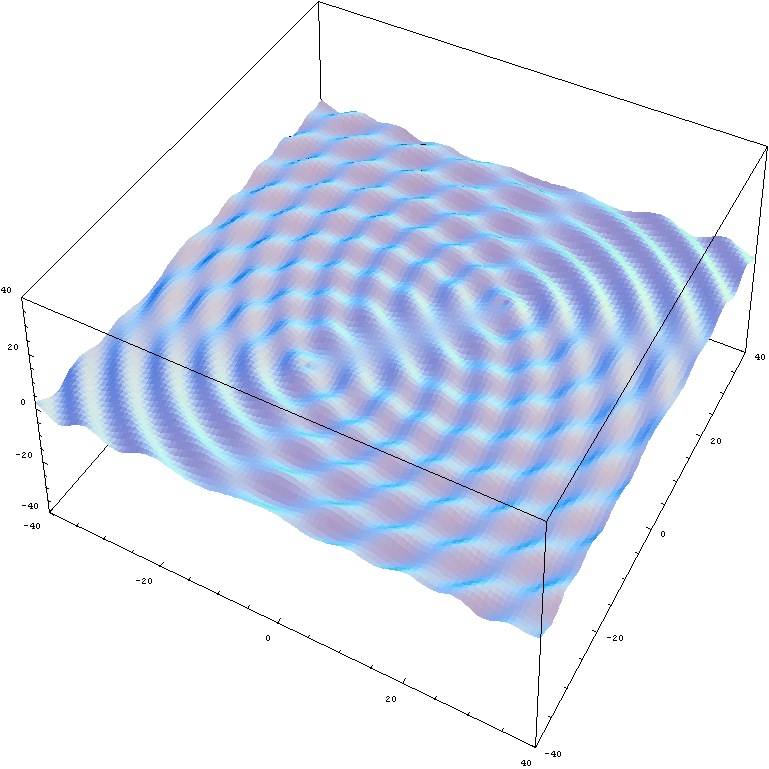
Interferenza

Effetto Doppler

Tutte le onde hanno un comportamento comune in situazioni standard e possono subire i seguenti effetti o fenomeni:
- Attenuazione dell'ampiezza durante la propagazione nel mezzo.
- Riflessione, il cambio di direzione di propagazione a causa di uno scontro con un materiale riflettente.
- Rifrazione, il cambio di direzione di un'onda causata dal cambio del mezzo di propagazione (ad esempio di densità diversa).
- Diffrazione, la diffusione delle onde, per esempio quando passano attraverso una fessura stretta.
- Dispersione, la divisione di un'onda in sotto onde in dipendenza della loro frequenza.
- Interferenza, la somma vettoriale (possono annullarsi) di due onde che entrano in contatto tra loro.
- Effetto Doppler, lo spostamento di frequenza di un'onda periodica viaggiante rispetto alla direzione di osservazione.

### Polarizzazione
Un'onda è polarizzata se può oscillare solo in una direzione. La polarizzazione di un'onda trasversale descrive la direzione di oscillazione, nel piano perpendicolare alla direzione di moto. Onde longitudinali come quelle sonore non hanno polarizzazione, in quanto per queste onde la direzione di oscillazione è lungo la direzione di moto. Un'onda può essere polarizzata con un filtro polarizzatore.

## Descrizione matematica
I fenomeni ondulatori possono essere matematicamente descritti dall'equazione delle onde, almeno in prima approssimazione. Questa semplice equazione fornisce utili strumenti di analisi di tutte le onde e spesso, come nel caso di una stringa vibrante, le sue soluzioni rappresentano una prima approssimazione valida per piccole perturbazioni.

### L'equazione delle onde
L'equazione delle onde per una funzione scalare {\displaystyle u(x,t)} è un'equazione differenziale alle derivate parziali iperbolica della forma:
{\displaystyle {\partial ^{2}u \over \partial t^{2}}=v^{2}\nabla ^{2}u}
In una dimensione questa equazione si riduce a:
{\displaystyle {\partial ^{2}u \over \partial t^{2}}=v^{2}{\frac {\partial ^{2}u}{\partial x^{2}}}}
la cui soluzione generale si ottiene definendo le variabili:
{\displaystyle \xi =x-vt\qquad \eta =x+vt}
e riscrivendo l'equazione:
{\displaystyle {\frac {\partial ^{2}u}{\partial \xi \partial \eta }}=0}
la cui soluzione è dunque:
{\displaystyle u(\xi ,\eta )=F(\xi )+G(\eta )}
ovvero:
{\displaystyle u(x,t)=F(x-vt)+G(x+vt)}
Tale soluzione si basa sul principio di Duhamel.

### Caratteristiche delle soluzioni dell'equazione delle onde
Una funzione {\displaystyle f(x,t)} rappresenta quindi un'onda dotata di ampiezza costante che si propaga lungo l'asse {\displaystyle x} di un sistema di riferimento cartesiano se la dipendenza dallo spazio {\displaystyle x} e dal tempo {\displaystyle t} è data dalla sola combinazione {\displaystyle \xi =x\pm vt}:
{\displaystyle f(x,t)=f(\xi )=f(x\pm vt)}
dove {\displaystyle v} è una costante positiva. A seconda che l'argomento sia {\displaystyle x+vt} o {\displaystyle x-vt}, l'onda si dice rispettivamente regressiva o progressiva.
Un'onda progressiva di velocità {\displaystyle v} dipende dall'argomento {\displaystyle \xi =x-vt} e trasla lungo spazio e nel tempo a velocità costante, senza cambiare la sua forma. Se si considera infatti la stessa perturbazione al tempo {\displaystyle t+\Delta t}, si ha, per la definizione di onda:
{\displaystyle f(\xi )=f(x-vt)~\rightarrow ~f(\xi ')=f(x-v(t+\Delta t))}
Dato che l'onda è funzione solo di {\displaystyle \xi }, allora la traslazione {\displaystyle v\Delta t} può essere vista come una semplice traslazione spaziale di {\displaystyle \Delta x=v\Delta t}:
{\displaystyle f(\xi ')=f(x-\Delta x-vt)}
e quindi l'onda ad un istante successivo {\displaystyle t'=t+\Delta t} non è altro che la stessa onda dell'istante {\displaystyle t}, con la medesima forma, ma solo traslata di {\displaystyle \Delta x}.
Si definisce fronte d'onda il luogo dei punti nello spazio in cui {\displaystyle \xi } assume il medesimo valore ad un determinato istante temporale.

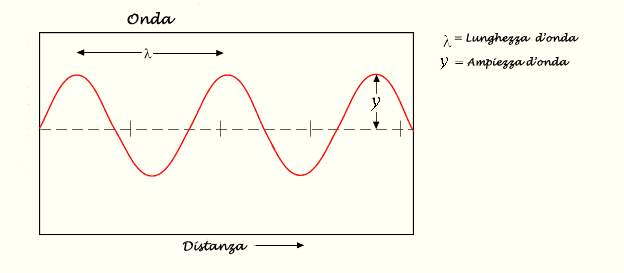
Descrizione dell'onda

Se {\displaystyle f(\xi )} è periodica nel suo argomento allora descrive un'onda periodica. La periodicità dell'onda è identificata dal periodo {\displaystyle T}, che rappresenta il tempo necessario affinché un ciclo completo di oscillazione venga completato. La frequenza {\displaystyle \nu } dell'onda è inoltre il numero di periodi per unità di tempo; se l'unità di tempo è il secondo la frequenza si misura in hertz.
Periodo e frequenza sono legate dalla relazione:
{\displaystyle \nu ={\frac {1}{T}}}
Ad un periodo temporale corrisponde un periodo spaziale detto lunghezza d'onda {\displaystyle \lambda }, e vale la relazione:
{\displaystyle v=\lambda \nu }

### Onda sinusoidale

Onda che può essere rappresentata da un semplice moto armonico. Secondo il teorema di Fourier ogni onda può essere scritta come sommatoria (eventualmente infinita) di semplici onde armoniche

Nel caso di un'onda periodica, la rappresentazione in serie di Fourier permette di descrivere l'onda come somma di termini sinusoidali del tipo:
{\displaystyle f(\xi )=f({\vec {r}}\pm {\vec {v}}t)=f_{max}\cos({\vec {k}}\cdot {\vec {r}}+\omega t+\phi )}
Equivalentemente, usando la formula di Eulero, questi termini possono essere rappresentati come la parte reale di una funzione immaginaria:
{\displaystyle f(\xi )=f_{max}\,\Re {[\mathrm {e} ^{i({\vec {k}}\cdot {\vec {r}}+\omega t+\phi )}]}}
In queste formule {\displaystyle {\vec {k}}} è il vettore d'onda, che identifica la direzione di propagazione dell'onda al posto della velocità di propagazione. Il suo modulo è chiamato pulsazione spaziale, ed è legato alla lunghezza d'onda dalla relazione:
{\displaystyle k=|{\vec {k}}|={\frac {2\pi }{\lambda }}}
Lo scalare {\displaystyle f_{max}} è l'ampiezza dell'onda, e rappresenta il massimo valore della grandezza rappresentativa dell'onda in un periodo. Il termine {\displaystyle \phi } rappresenta la fase iniziale dell'onda.
Un'onda può essere descritta per mezzo della sua frequenza angolare, che è correlata alla frequenza {\displaystyle \nu } secondo la relazione:
{\displaystyle \omega ={\frac {2\pi }{T}}=2\pi \nu }

### Onde non lineari e dispersive

Onda piana

In certi casi le onde presentano caratteristiche, come la dispersione (la velocità di propagazione dipende dalla frequenza) o la non linearità (il comportamento dell'onda dipende dalla sua ampiezza) che non possono essere descritte dalle soluzioni dell'equazione delle onde. Per questo motivo tali onde devono essere descritte da equazioni più complicate, come l'equazione di sine-Gordon (che nel caso classico può descrivere la propagazione di un'onda di torsione in una stringa elastica, a cui è agganciato un sistema di pendoli che oscillano nel piano trasverso alla stringa), l'equazione di Schrödinger non lineare, l'equazione di Korteweg-de Vries o quella di Boussinesq. Tali equazioni permettono di descrivere fenomeni non previsti dall'equazione delle onde di D'Alembert, come i solitoni, le onde cnoidali o la turbolenza d'onda (legata a effetti di interazione risonante fra le onde). Fenomeni di questo tipo si osservano in un gran numero di branche della fisica, come la fluidodinamica, la fisica dei plasmi, l'ottica non lineare, i condensati di Bose-Einstein o la relatività generale, anche se nei casi più semplici ci si può spesso ricondurre all'approssimazione lineare fornita dall'equazione delle onde di D'Alembert.
Ad esempio, l'equazione di Boussinesq unidimensionale (con le grandezze fisiche adimensionalizzate) ha la forma:
{\displaystyle {\frac {\partial ^{2}\psi }{\partial \tau ^{2}}}\,-\,{\frac {\partial ^{2}\psi }{\partial \xi ^{2}}}\,-\,{\frac {\partial ^{2}}{\partial \xi ^{2}}}\left(\,3\,\psi ^{2}\,+\,{\frac {\partial ^{2}\psi }{\partial \xi ^{2}}}\,\right)\,=\,0,}
con {\displaystyle \tau } la coordinata temporale e {\displaystyle \xi } quella spaziale. Il termine quadratico in {\displaystyle \psi } è responsabile degli effetti non lineari, mentre la derivata quarta rispetto allo spazio di quelli dispersivi. Nel limite in cui questi termini sono trascurabili, si ritrova l'equazione di D'Alembert.

## Fenomeni ondulatori
I fenomeni ondulatori rappresentano una classe di fenomeni naturali estremamente importante in fisica; alcuni esempi di onde sono: le onde elastiche, le onde di pressione (onde acustiche e onde d'urto), le onde marine, le onde elettromagnetiche (la luce), le onde gravitazionali, le onde sismiche. In prima approssimazione, secondo il modello concettuale della fisica classica, si può affermare che in natura, al di là delle nozioni di spazio, tempo, energia e carica elettrica, tutto ciò che non è materia (cioè dotato di massa) è un'onda, cioè "energia in propagazione". La differenza sostanziale tra onda e corpuscolo materiale è che mentre il corpuscolo in un certo istante temporale è sempre localizzato in un preciso volume dello spazio, l'onda appare invece più delocalizzata nello spazio.
È solo con la fisica moderna che si raggiunge un punto di contatto nella realtà fisica tra le due diversissime classi di fenomeni, ondulatori e corpuscolari: agli inizi del XX secolo la meccanica quantistica, attraverso il principio di complementarità, sancisce infatti il cosiddetto dualismo onda-particella nei fenomeni fisici che avvengono a scala atomica e subatomica, secondo il quale le stesse particelle microscopiche dotate di massa propria, oltre alle proprietà classiche quali energia meccanica e quantità di moto, assumono proprietà ondulatorie nell'interpretazione di determinati contesti e fenomeni.

### Onda stazionaria

Un'onda stazionaria, i pallini rossi rappresentano i punti che non sono coinvolti dall'oscillazione, detti nodi

Un caso particolare di onda, descrivibile matematicamente a partire dall'equazione delle onde imponendo opportune condizioni al contorno, è l'onda stazionaria cioè un'onda che rimane in una posizione spaziale costante fissa nel tempo senza propagarsi oscillando tra punti fissi detti nodi. Questo fenomeno può accadere per esempio quando il mezzo si muove in direzione opposta all'onda oppure come risultato di una interferenza fra due onde, di eguale ampiezza e frequenza, che viaggiano in opposte direzioni.
In un'onda stazionaria vi sono alcuni punti, detti nodi, che restano fissi e non oscillano. Questo fatto determina a stretto rigore per questo tipo di perturbazione delle caratteristiche intrinsecamente differenti da una "onda" nel senso stretto del termine. In quanto tale, un'onda stazionaria può permettere per esempio di immagazzinare energia in una regione spaziale ma non rappresenta quindi alcun trasporto energetico netto fra differenti punti dello spazio.
La sovrapposizione di due onde che si muovono in direzione opposte con uguale ampiezza e frequenza, ma fase opposta è un fenomeno tipico indotto dalla riflessione di una singola onda contro un ostacolo fisso, esattamente quanto accade per esempio in una onda elettromagnetica che incide contro una lastra di materiale conduttore. Questo meccanismo è usato per generare onde stazionarie ed è alla base del funzionamento di alcuni strumenti musicali a corda, a fiato
e delle cavità risonanti.

### Stringa vibrante

Un'onda che si propaga lungo una stringa venendo riflessa e sfasata all'incontro degli estremi fissi di oscillazione

Le onde che possono svilupparsi lungo una stringa sono di tipo trasversale e soddisfano l'equazione delle onde di d'Alembert solamente se l'ampiezza della perturbazione che genera il fenomeno ondulatorio è piccola. In questo limite si ricava che la velocità di propagazione è pari a:
{\displaystyle v={\sqrt {T \over \mu }}}
dove {\displaystyle T} è la tensione a cui è sottoposta la stringa mentre {\displaystyle \mu } è la sua densità lineare o massa lineica, cioè la massa per unità di lunghezza. Un'onda su una stringa può essere riflessa in seguito all'urto contro un estremo fisso oppure essere parzialmente trasmessa e parzialmente riflessa in seguito all'incontro di una giunzione fra due stringhe di differente densità lineare {\displaystyle \mu }. Questo tipo di onde, insieme al fenomeno delle onde stazionarie, sono alla base del funzionamento di molti strumenti a corda.

### Onde sonore
Le onde sonore sono associate alla propagazione di energia mediante compressione e decompressione adiabatica del mezzo.
La velocità con cui tali onde si propagano nei mezzi fluidi è data da:
{\displaystyle v={\sqrt {\frac {B}{\rho }}},}
dove {\displaystyle B} e {\displaystyle \rho } sono rispettivamente il modulo di compressibilità adiabatica e la densità del mezzo.

### Onde elettromagnetiche

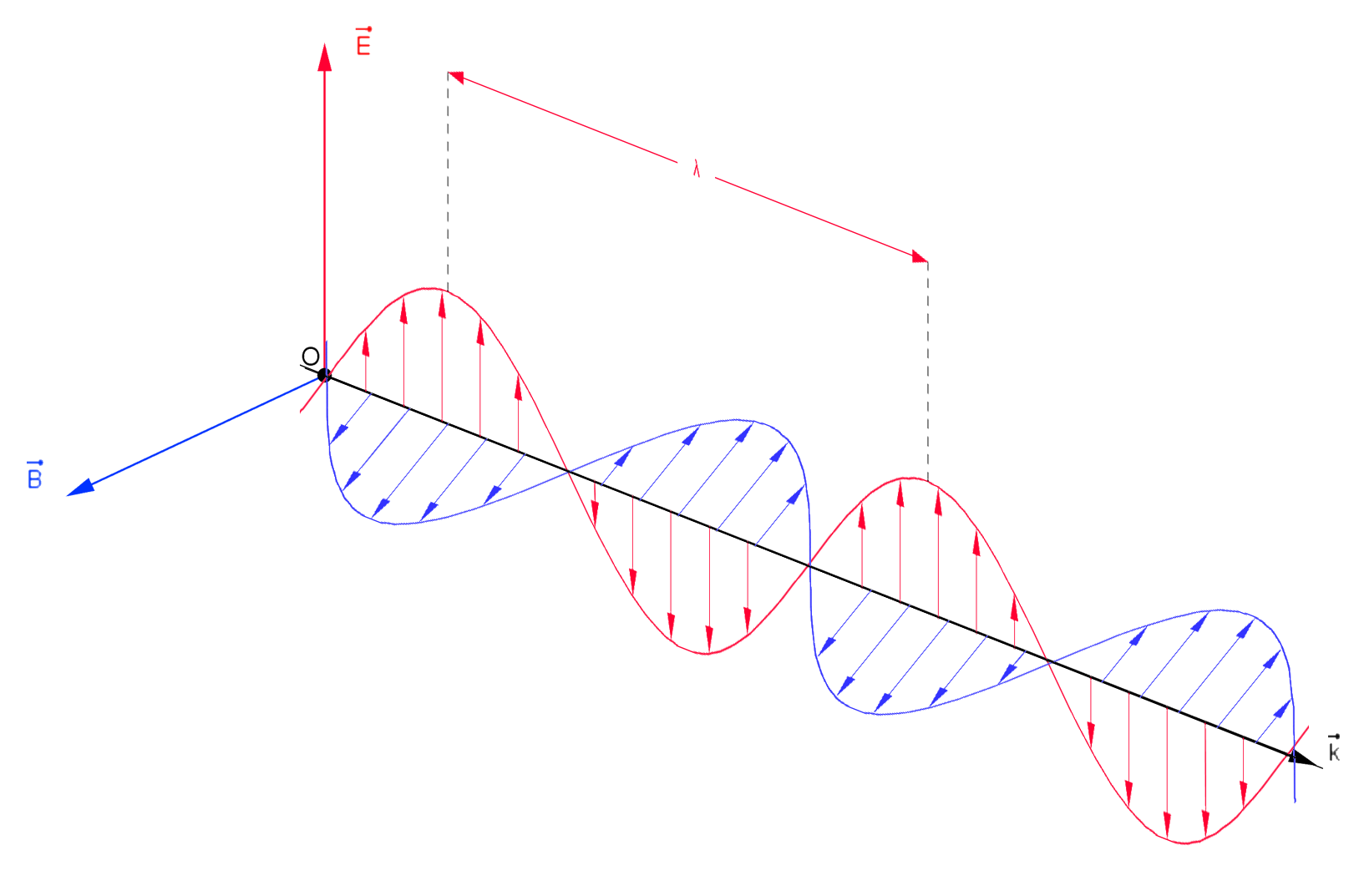
Un'onda elettromagnetica è composta dall'oscillazione ortogonale alla direzione del moto del campo elettrico (in rosso) e del campo magnetico (in blu)

Un'onda elettromagnetica è un fenomeno ondulatorio dato dalla propagazione in fase del campo elettrico e del campo magnetico, oscillanti in piani tra loro ortogonali e ortogonali alla direzione di propagazione. Tale fenomeno è descritto matematicamente come soluzione dell'equazione delle onde, a sua volta ottenuta a partire dalle equazioni di Maxwell secondo la teoria dell'elettrodinamica classica. Questo tipo di radiazione viaggia nella direzione sempre perpendicolare alle direzioni di oscillazione dei campi, ed è quindi un'onda trasversale. Nel diciannovesimo secolo James Clerk Maxwell ha scoperto infatti che i campi elettrici e magnetici soddisfano l'equazione delle onde, con una velocità di propagazione vuoto pari alla velocità della luce, come determinato sperimentalmente da Heinrich Hertz. Le onde elettromagnetiche, come ad esempio la luce visibile, hanno caratteristiche di propagazione nei mezzi o in presenza di ostacoli dipendenti dalla frequenza (e quindi dalla lunghezza d'onda), alcuni materiali sono trasparenti al passaggio della radiazione elettromagnetica sulla lunghezza d'onda del visibile (come alcuni tipi di vetro), mentre le onde radio sono difficilmente ostacolate nella propagazione da oggetti di piccola dimensione, come anche piccoli edifici, infine la radiazione elettromagnetica a lunghezza d'onda inferiore a quella degli ultravioletti può essere dannosa per la salute dell'uomo. Un caso particolare di onda elettromagnetica è l'onda monocromatica.

### Onde gravitazionali

Distorsioni dello spaziotempo generate da due pulsar orbitanti l'una attorno all'altra

Le onde gravitazionali sono distorsioni della curvatura dello spazio tempo che viaggiano come un'onda, propagandosi da una sorgente, come ad esempio un corpo massivo. La loro esistenza è stata prevista da Albert Einstein nel 1916 in base alla relatività generale e dovrebbero teoricamente trasportare energia sotto forma di radiazione gravitazionale. Le principali possibili sorgenti dovrebbero essere i sistemi binari composti da pulsar o buchi neri. L'11 febbraio 2016 il team del rivelatore Advanced LIGO ha annunciato di aver rilevato il 14 settembre 2015 onde gravitazionali causate dalla collisione di due buchi neri.
Le onde gravitazionali sono in generale non lineari e interagiscono con la materia e l'energia. Tuttavia questo fenomeno può essere lineare quando le onde sono molto lontane dalle sorgenti e per piccole perturbazioni dello spazio tempo.

### Onde geofisiche
Si intende per onda marina un caso particolare di onda fisica in cui è messa in moto la superficie dell'acqua di un'ampia superficie come il mare (da cui deriva il nome).
Si tratta di un caso particolare di onde di gravità, ossia di onde che si propagano all'interfaccia tra due fluidi con densità diversa (in questo caso acqua e aria).
La forza di richiamo elastica è fornita dalla gravità.
Le onde sono generate in genere dal vento e nella loro dinamica hanno un ruolo essenziale anche la pressione e le forze di attrito.

## Applicazioni
Le onde hanno applicazioni diffusissime nella vita comune e in molti campi di studio tecnico-scientifico: dallo studio delle proprietà delle onde elettromagnetiche emesse da un corpo è possibile risalire alle caratteristiche chimico-fisiche del corpo (spettroscopia); le stesse onde elettromagnetiche (ad es. le onde portanti modulate oppure onda quadra) sono anche il mezzo utilizzato per veicolare informazione all'interno dei sistemi di telecomunicazioni attraverso segnali (es. onda radio nelle radiocomunicazioni); inoltre molte tecniche di diagnostica medica, prospezione geofisica, telerilevamento, applicazioni radar ecc., utilizzano particolari onde elettromagnetiche o acustiche.